# لعل‌آباد (سلسله)
لعل‌آباد روستایی از توابع بخش فیروزآباد شهرستان سلسله در استان لرستان ایران است.

## جمعیت
این روستا در دهستان قلائی قرار دارد و براساس سرشماری مرکز آمار ایران در سال ۱۳۸۵، جمعیت آن ۲۵۰ نفر (۴۲ خانوار) بوده‌است.